# Chinnamanur
Chinnamanur (o Chinnammanur) è una suddivisione dell'India, classificata come municipality, di 38.327 abitanti, situata nel distretto di Theni, nello stato federato del Tamil Nadu. In base al numero di abitanti la città rientra nella classe III (da 20.000 a 49.999 persone).

## Geografia fisica
La città è situata a 9° 49' 60 N e 77° 22' 60 E e ha un'altitudine di 374 m s.l.m..

## Società

### Evoluzione demografica
Al censimento del 2001 la popolazione di Chinnamanur assommava a 38.327 persone, delle quali 19.196 maschi e 19.131 femmine. I bambini di età inferiore o uguale ai sei anni assommavano a 4.270, dei quali 2.159 maschi e 2.111 femmine. Infine, coloro che erano in grado di saper almeno leggere e scrivere erano 27.530, dei quali 15.128 maschi e 12.402 femmine.